# Grayfolded
Grayfolded 1969–1996 (zumeist einfach Grayfolded genannt) ist ein Kompilation-Doppelalbum der Band Grateful Dead, welches nur Varianten und verschiedene Aufnahmen des Songs Dark Star enthält.

## Geschichte
Der von Jerry Garcia und Robert Hunter geschriebene Song gilt als Aushängeschild von Grateful Dead und wird von der Rock and Roll Hall of Fame zu den 500 wichtigsten Songs der Rockgeschichte gezählt. Zwischen 1968 und 1993 wurde der Song über hundertmal auf Konzerten gespielt, zumeist mit Improvisationen.
Die digitalen Aufnahmen von den Konzerten wurden an John Oswald weitergegeben. John Oswald hatte 1985 eine Bearbeitungsmethode entwickelt, die er persönlich plunderphonics nannte. Dabei wurden verschiedene Elemente und Parts in einem Musikstück umgewandelt, einige wurden schneller, andere langsamer gespielt, Töne wurden von anderen überlagerte, verschiedene Parts wurden anders zusammengehängt etc. Er entwickelte diese Methode für die Wired Society Electro-Acoustic Conference in Toronto und gab seine Ausarbeitung den Titel: „Plunderphonics, or audio piracy as a compositional prerogative“.

Der Crewmitarbeiter David Gans sammelte die so bearbeiteten CDs von Oswald und weihte Phil Lesh darin ein. Dieser stelle dem Rest der Band die Idee vor, ein derartiges Album herauszubringen. Oswald selber hatte bis zu diesem Zeitpunkt sich noch nie mit Grateful Dead beschäftigt und entschied sich für den Song Dark Star. Oswald kommentierte dies selbst damit: 

„Phil Lesh called me up and talked me into doing it. At that point, I hadn't listened to any Grateful Dead music in about twenty years. I did think I was qualified, because I do think it's often a good idea to come into a project without a lot of prior knowledge and get kind of an alien's overview of what the music seems to be, and then put in your own two cents of what you think it should be. And I think that was the case for this. During the course of working on it, I went to a couple of Grateful Dead concerts, but other than that, I haven't listened to anything except these hundred versions of 'Dark Star' that I found in the vaults.“

Oswald wählte aus den gesamten Dark Star-Material Aufnahmen von 1968 bis 1993 für seine Arbeit aus. Aus dieser Auswahl stellte Oswald zwei CDs zusammen: Grayfolded: Transitive Axis (1994/95) und Grayfolded: Mirror Ashes (1996). Grayfolded: Transitive Axis wurde als einzelne CD in einer Doppelhülle verkauft. Dieser Hülle war die Notiz hinterlegt, dass man das Recht auf zwei CDs hätte: 

„This is an advance order subscription for disc 2 of GrayFolded, including additional liner notes and dates for the source concerts for both discs.

Release date is scheduled for early '95. In the event that Disc 2 is completed early you will receive an advanced copy from the first pressing.“

Der kanadische Professor für Musikethnologie Rob Bowman, der 1996 den Grammy für den Bester Album-Begleittext bei The Complete Stax/Volt Soul Singles, Vol. 3: 1972–1975 sagte über das Album: 

„The result of all this is stunning. You have multiple Jerry's, sometimes playing at the same time, and sometimes in the same lead. For example, you might hear a line start with what is obviously a 1969 Jerry, and end with an obvious 1989 Jerry. The same with the rest of the band. He really captures the nuances of Dark Stars in general, and there are wondrous, surprising, and very funny things going on. I love Dark Star, and I was leery lest this be awful, but it's not. It really holds the spirit of Dark Star, and is a wonderful testament to the originality and depth of the Dead's music through the years.“

Mirror Ashes wurde kurz vor dem Tode von Jerry Garcia fertiggestellt.
Die Rechte der Songs liegen bei John Oswald und McGannahan Skyjellyfetti. Das Pseudonym McGannahan Skyjellyfetti wurde von Grateful Dead genutzt, um Lieder zu kennzeichnen, die gemeinschaftlich in der Band entstanden. Der Name wurde an einen Charakter von Kenneth Patchens Werk Memoirs of a Shy Pornographer angelehnt.

## Trackliste

### Transitive Axis
1. Novature (Formless Nights Fall) – 1:19
2. Pouring Velvet – 2:58
3. In Revolving Ash Light – 17:00
4. Clouds Cast – 7:13
5. Through – 8:52
6. Fault Forces – 6:19
7. The Phil Zone – 4:45
8. La Estrella Oscura – 9:33
9. Recedes (Well We Can) – 1:56

### Mirror Ashes
1. Transilience – 0:07
2. 73rd Star Bridge Sonata – 13:41
3. Cease Tone Beam – 12:45
4. The Speed of Space – 8:49
5. Dark Matter Problem/Every Leaf Is Turning – 6:42
6. Foldback Time – 1:33